# Charles Rennie Mackintosh

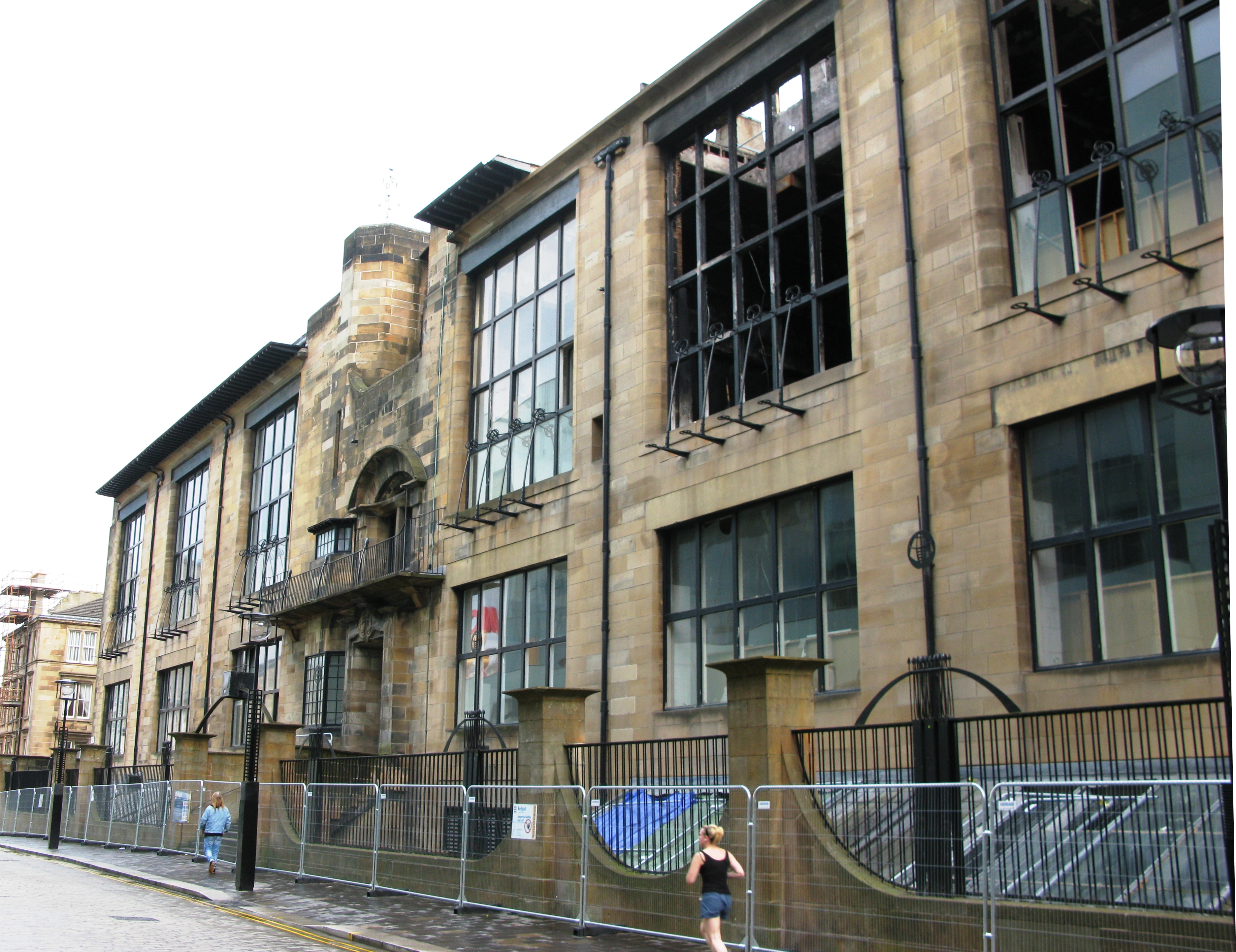
Glasgow School of Art

Charles Rennie Mackintosh (ur. 7 czerwca 1868 w Glasgow, zm. 10 grudnia 1928 w Londynie) – szkocki projektant architekt i malarz, tworzący w stylu secesji.

## Życiorys
Mąż malarki Margaret MacDonald. Wraz z nią, jej siostrą Frances MacDonald i z mężem siostry Herbertem MacNairem, Mackintosh był jednym z członków grupy Glasgow School, znanym jako „Four”. Pokazana w Wiedniu w 1900 roku wystawa tych artystów wywarła znaczący wpływ na przedstawicieli Secesji Wiedeńskiej, którzy zaczęli się na nich wzorować. Oprócz budynków Mackinthosh projektował także meble i wnętrza. Za życia nie został doceniony i zmarł w biedzie. Obecnie uważany za jednego z najbardziej znaczących projektantów secesyjnych, swoją sławę zawdzięcza bardziej nowatorskim projektom wnętrz niż nielicznym zrealizowanym projektom architektonicznym. Charakterystyczne dla jego projektów mebli są surowe, geometryczne kształty, smukłe proporcje i mała liczba ozdób. Stworzył też wiele projektów krzeseł o bardzo wysokich oparciach, często składających się z listew, które podkreślały jeszcze wysokość, monumentalność, a jednocześnie smukłość mebla.

## Niektóre projekty budynków i wnętrz
- Budynek Glasgow School of Art (1897-1909)
- Hill House w Helensburghu koło Glasgow (1902-1903)
- Pokój gościnny dla Bassetta-Lowke (1919)
- Projekty wnętrz herbaciarni w Glasgow